# Omro
Omro é uma cidade localizada no estado norte-americano de Wisconsin, no Condado de Winnebago.

## Demografia
Segundo o censo norte-americano de 2000, a sua população era de 3177 habitantes.
Em 2006, foi estimada uma população de 3298, um aumento de 121 (3.8%).

## Geografia
De acordo com o United States Census Bureau tem uma área de
6,1 km², dos quais 5,8 km² cobertos por terra e 0,3 km² cobertos por água. Omro localiza-se a aproximadamente 231 m acima do nível do mar.

## Localidades na vizinhança
O diagrama seguinte representa as localidades num raio de 28 km ao redor de Omro.